# 永安专区
永安专区（1949年－1950年称第七专区），中华人民共和国福建省已撤销的专区，在今福建省西部。1949年设立第七专区，专员公署驻永安县（今永安市）。辖永安、三元、明溪、清流、宁化、大田、宁洋、德化8县。
1950年，第七专区改称永安专区；将德化县划归晋江专区。
1956年，撤销永安专区，将大田县划归晋江专区；永安、宁化、清流、宁洋4县划归龙岩专区；明溪、三元2县划归南平专区。